# Pauline Jaricotová
Blahoslavená Pauline Marie Jaricotová, nepřechýleně Pauline Marie Jaricot (22. července 1799 Lyon – 9. ledna 1862 Lyon) byla zakladatelkou katolického díla Šíření víry, které je součástí Papežských misijních děl. Katolickou církví je uctívána jako blahoslavená. Svatý farář arský Jan Maria Vianney se jednou vyjádřil: „Znám osobu, která nese těžký kříž s velkou láskou.“ Tím měl na mysli Paulinu Jaricotovou. Sekretář vatikánské Kongregace pro evangelizaci národů Mons. Savio Hon Tai-Fai Paulinu u příležitosti 100. výročí úmrtí přirovnal k biblickému Davidovi zápasícímu s Goliášem. Tímto obrem a zároveň symbolem zla je podle onoho hodnostáře osvícenská Velká francouzská revoluce a její dědictví, s nímž tato Kristova následovnice musela celý život bojovat.

## Život

### Dětství
Pauline pocházela z francouzského Lyonu. Její rodiče Antoine a Joanna patřili k dobře situovaným měšťanům, vlastnícím tkalcovskou manufakturu a několik obchodů. Byli velmi zbožní, před revolucí v roce 1789 finančně podporovali řadu církevních institucí, hlavně klášterů. Během revolučního běsnění let 1789–1799, kdy byla katolická víra postavena mimo zákon, se mohli účastnit mše svaté pouze tajně a ve svém domě přijímali a ukrývali katolické kněze, jimž hrozila poprava. V utajení byly pokřtěny i některé z jejich sedmi dětí, Pauline jako nejmladší roku 1799. Téhož roku však ilegalita Katolické církve skončila, neboť Napoleon Bonaparte, jenž se právě ujal vlády, vrátil katolíkům možnost legálního působení.
Jaricotovi tedy obnovili svou pomoc církvi. Jejich dům se nazýval „Betanie“ a jednou ho navštívil i mladý Jan Maria Vianney. Pauline ve svém mladistvém nadšení toužila odjet na misie do Číny. V tu dobu ale nešťastně spadla a poranila si nohu natolik, že měla až do konce života potíže s chůzí.

### Konverze
Ve svých 17 letech se Pauline účastnila postních rekolekcí, které dával kněz Jean Wuertz. Tématem byla lidská marnivost. Slova P. Wuertze zasáhla Pauline tak hluboko, že za ním šla po mši svaté a ptala se, co má dělat, neboť se stejně jako jiné ženy chce na prvním místě líbit lidem. Kněz ji odpověděl, ať se snaží líbit na prvním místě Bohu – a potom teprve lidem.
Pro Pauline to byl signál k radikální změně života. Odstranila všechny drahé šaty a ozdoby, které si díky bohatým rodičům mohla dovolit, a začala se oblékat skromně. Zbavila se také všeho zbytečného přepychu ve svém pokoji, vyhledala dokonce i malíře, který předtím namaloval její portrét v drahých šatech, aby ji přemaloval ve skromném oděvu.
V roce 1816 složila soukromě slib čistoty. Uvažovala i o vstupu do kláštera, zjistila však, že nemá řeholní povolání. Bůh k ní hovořil vnitřním hlasem. P. Wuerst, její duchovní vůdce ji žádal, aby to zapisovala. Tak vznikl její duchovní deník, nazvaný „Historie mého života“. Týká se doby mezi 18. a 20. rokem věku Pauline. Během nemoci v roce 1822 napsala náboženský traktát „Eucharistie – nekonečná láska“, který P. Wuerst anonymně vydal. Teologové žasli nad výstižnými pravověrnými formulacemi, vystihujícími vroucí vztah Pauline k Ježíši v Nejsvětější svátosti. Přítomnost Krista v Eucharistii chápe Pauline jako nejmocnější projev lásky Boha k člověku.

### Misijní aktivita

#### Misie
Pauline měla od mládí touhu odjet na misie. Kvůli vážnému poranění nohy to pro ni však bylo nemožné. Přesto misijní touhu neopustila a rozhodla se, že chce být přítomna u misionářů a jejich svěřenců alespoň duchovně skrze modlitbu a oběť. S pomocí svého bratra Filease Jaricota, který byl knězem, obnovila modlitební společenství Dílo šíření víry – první dílo Papežských misijních děl. Roku 1819 založila Společenství živého růžence, které bylo původně zamýšleno jako podpora misií, ale později se z něj stala modlitební akce na jakýkoliv dobrý úmysl. Vše spočívalo na modlitebních skupinách po 15 lidech, neboť bylo 15 desátků růžence. Každý člen se měl denně pomodlit jeden desátek na daný úmysl. V době, kdy Pauline umírala, čítal Živý růženec více než 2 250 000 Francouzů.

#### Sociální činnost
Roku 1831 založila Pauline neřeholní komunitu Sdružení dcer Mariiných, sester milosrdenství, které se věnovalo charitativní práci.
V roce 1830 založila za pomoci sociálně cítících podnikatelů tzv. Nebeskou banku, jež poskytovala výhodné půjčky lidem, kteří se ocitli bez peněz.
Pauline se mnohokrát zastala sociálně slabých, zvláště jí vadilo, že zaměstnavatelé neplatí dělníkům náležitou mzdu. Rozhodla se proto sama jednat a založila huť Notre Dame. Podnik prosperoval, ale bohužel do jeho vedení pronikli nezodpovědní lidé a podvodníci, kteří firmu zadlužili. Huť Notre Dame roku 1852 zkrachovala. Pauline jako majitelka musela všechno zaplatit. Podobně zanikla i Nebeská banka.

### Úmrtí
Pauline přišla úplně o všechno. Potom až do své smrti v roce 1862 žila v bídě a zapomenutí, neustále sužovaná nemocemi. I po smrti si na ni jen málokdo vzpomněl. Situace se změnila až roku 1879, kdy Paulinina spolupracovnice Julia Maurimová vydala její životopis pod názvem „Vzpomínky na přítelkyni“. Kniha se dostala až k papeži Lvu XIII. a velmi ho zaujala.

## Beatifikace
Roku 1922, tedy století po založení Díla šíření víry, přijal papež Pius XI. toto dílo jako papežské, pontifikální dílo (odtud „Papežská misijní díla“). Tentýž papež roku 1926 za papeže zahájil informační proces k beatifikaci Pauliny a v roce 1963 potvrdil papež sv. Jan XXIII. její hrdinské ctnosti, tedy jí přísluší titul ctihodná.
26. května 2020 papež František podepsal dekret uznávající zázrak, který otvírá cestu k blahořečení Pauline Jaricot. Dne 22. května 2022 byla v Lyonu Paulina blahořečena. Slavnosti předsedal kardinál Tagle, předseda kongregace pro evangelizaci národu. 